# A Mexican Courtship
A Mexican Courtship è un cortometraggio muto del 1912 diretto da Wilbert Melville.

## Produzione
Il film fu prodotto da Siegmund Lubin per la Lubin Manufacturing Company.

## Distribuzione
Distribuito dalla General Film Company, il film - un cortometraggio in una bobina - uscì nelle sale cinematografiche statunitensi il 2 marzo 1912.